# 아베 요시토시
아베 요시토시(安倍吉俊, 1971년 8월 3일)는 일본 도쿄도 스기나미구 아사가야 출신의 만화가, 일러스트레이터이다.
도쿄 예술대학 미술학부 일본화 학과 졸업, 같은 대학 대학원 미술 연구과 석사과정 회화 전공 일본화과 수료.
대학 졸업작품은 미쓰비시 중공업에서 사들였다.
아버지는 기사 9단, 아베 요시테루. 누나는 기사 6단, 오카다 유미코가 있다

## 내력
고교 졸업 시기에 만화가의 어시스턴트를 경험하고, 19세때 미술학원에 다니기 시작하고 본격적으로 그림을 그리기 시작했다.PC-VAN의 QLDSIG 본명을 모방한 핸들네임(대화명)「AB의 명의로 PC-9801용 16색 일러스트를 투고했었던 시기도 있다.
1994년 대학 재학 중에 「비가 오는 장소」에서 『월간 afternoon』사계상 여름경연 준입선으로 데뷔하였지만,그 후엔 만화가로서 활동할 기회를 얻지 못했고 홍보,광고 등의 만화나 일러스트의 일을 해내간다.
원시 전후 무렵에, 우연히 인터넷에서 그림을 본 프로듀서 우에다 코유키 에 의해 발굴되어,『serial experiments lain』에 참가.
최근에는 게임,애니메이션,만화등 다방면으로 활약하고 있다. 창작자로서는 동인 활동이 주체. 애니메이션 활동에서는, ueda와 공작하는 경우가 많다.
섬세한 선으로, 러프(거친)같은 도안이 특징. 초반부터 컴퓨터그래픽 작품제작에 몰두하고있다. 대표작으로『하이바네 연맹』등
2011년 11월 11일 동업자 여성과 입적.

## 작품

### 애니메이션
- NieA_7 : 오리지널 캐릭터 디자인
- serial experiments lain : 캐릭터 원안,최종화의 컷만 원화로 특별출현
- 하이바네 연맹: 원작,각본,설정
- 테크노 라이즈(TEXHNOLYZE) : 캐릭터 원안
- 듀라라라! : 제4화중 극중 일러스트
- 지옥소녀 : 애니메이션 제 1기 13화 드라마 8화의 작중 일러스트

### 게임
- 바켄 로더 : 이미지 일러스트
- serial experiments lain : 캐릭터 원안
- LORD of VERMILINON 신들의 이반 : "테티스" 일러스트
- 페노메노 미츠루기 요이시는 무서워하지 않는다 비주얼 노블 버전 : 캐릭터 디자인,원화

### 상업지
- 비가 오는 장소(사계상 CHRONICLE 수록)
- 니아 언더 세븐 (NieA_7) 작화 원안 (+ gk)
- 카이라 (ISBN 4-86269-060-2)
- UCO Unidentified Cycling Object (robot 10 수록)
- 류시카 류시카

### 동인지
- essence
- not found
- GRID.
- Faces
- SKETGHES
- 고가(古街)
- 백우(白雨)
- 올드 홈의 하이바네들 (전 2권)
- 올드 홈의 하이바네들 번외편
- 니아 언더세븐 돌팔이 번호부(にああんだーせぶんへっぽこ帳)
- MISCELLANEOUS2004
- 수린(水燐)
- 하이바네 연맹 아베 요시토시 화첩
- 하이바네 연맹 각본집 (전 8권)
- 약국의 포치야마씨
- 우주인입니다만 질문있습니다.
- pen drawings
- easy drawings 2007winter
- fixed point observation
- 류시카 류시카
- 류시카 류시카 거짓말 설정집
- idea sketch 2008winter
- 류시카 류시카 도넛 아빠의 책
- Human body rough sketch collection
- 순직 형사 설정 자료집
- doodles 2009winter
- isolated city 설정 스케치
- color / monochrome
- easy drawings (easy drawings 2007winter를 재편집한 iPad 버전)
- CHR 2010winter

### 저서
- 캐릭터를 만들자! CG채색 기법7(ビー・エヌ・エヌ新社)
- 원숭이도 할 수 있다! iPhone 동인지를 만드는 방법(飛鳥新社) 공저 : 가와사키 다카시

### 칼럼
- AB 's Essay (전격대왕GENESIS 연재)

### 화집
- an omnipresence in wired (lain 화집)
- oshitoshi ABe lain illustrations (lain 화집)
- SCRAP (NieA_7 일러스트 설정 자료,신작 만화등)
- Slip S MANGA collection (표지 일러스트)
- 그리의 도시,회색날개의 정원에서(하이바네 연맹 화보집)
- robot (Vol.1-9 컬러 만화 "폐역"연재)
- 해층궁(약 수십년에 걸친 작품을 수록)
코믹 마켓70(2006년 8월)에 있는 미리보기 버전으로 수록예정 작품 수십점을 포함한 대형책(A3 판) "해층"이 와니매거진에서 발행되고있다.
- 고가ver1.0(CD-ROM)

## 장정 등

### 소설
- All You Need Is Kill(사쿠라자카 히로시
- 네거티브 해피 체인 소 에지(다키모토 다쓰히코)
- NHK에 어서오세요!(다키모토 다쓰히코)
- 초인계획(다키모토 다쓰히코)※문고판
- 나의 에어(다키모토 다쓰히코)※잡지게재 및 문고판
- 신의계보 시리즈(나라이 슌스케)
- 그대여 잊지마요(시노하라 하즈메)
- 푸른 우주의 모험(고마츠 샤코)
- U의 세계(칸바야시 쵸헤이)
- 태양의 물방울(칸바야시 쵸헤이)
- 고디 선데이(히노시타 모구라)
- 언데드 시리즈(후쿠자와 테츠미)
- 리빙 데드 패스너 록 시리즈(미즈치 시키)
- 데스페라(나카무라 류타로,코나카 치아키)
- 페노메노 미츠루기 요이시는 무서워하지 않는다(니노마에 하지메)

### 기타
- 달의노래(Gackt)
- 사카타 아키라의 수열이 재미있을정도로 알 수 있는 책(사카타 아키라)
- 사카타 아키라의 삼각 함수·지수·로그가 재미있을정도로 알 수 있는 책 사카타 아키라)
- Love Song (Key Sounds Label)
- 동인 음악을 듣자!(삼재북스)
- 신 모에루 헤드폰 독본(이와이 타카시)
- 가이낙스 톱 페이지 일러스트(2009년 8월 7일)
- 바운티 소드 공략집(컬러 일러스트,아스키 1997년7월 4일)
- 사쿠라 대전 공략집(컬러 일러스트,아스키 1996년)
- 바이오 해저드 공략집(컬러 일러스트,아스키 1996년)
- 팬저 드라군 쯔바이 공식 가이드북(컬러 일러스트,아스키 1996년 6월)
- 소녀 자전거 해방구